# 細川利寿
細川 利寿（利壽、ほそかわ としほぎ / としほき、1890年（明治23年）10月1日 - 1946年（昭和21年）6月18日）は、大正・昭和期の農林官僚、政治家、華族。貴族院子爵議員。

## 経歴
子爵細川利文（細川利永の婿養子）の長男として生まれる。父の死去に伴い、1944年（昭和19年）5月15日、子爵を襲爵した。
学習院を経て、1915年（大正4年）5月、東京帝国大学法科大学政治学科を卒業。1918年（大正7年）10月、高等試験行政科試験に合格。1919年（大正8年）農商務省に入省し山林局属に任官した。
以後、山林事務官、特許局事務官、農商務事務官、農林事務官兼農林大臣秘書官、農林書記官、外務書記官、農林省畜産局長、同蚕糸局長などを歴任し、1928年（昭和3年）に退官した。その後、国策パルプ専務取締役、同常任監査役、大日本再生製紙取締役などを務めた。
1946年（昭和21年）5月10日、貴族院子爵議員補欠選挙で当選し、研究会に所属したが、翌月に死去した。

## 親族
- 妻 細川艶（つや、毛利元功四女）[1]
- 長男 細川利康[1]
- 長女 伊達素子（伊達宗英夫人）[1]
- 弟 長岡護孝（旧名・利功、長岡護美養子）[1]